# 1988 PW2
1988 PW2 är en asteroid i huvudbältet som upptäcktes den 25 februari 1988 av den australiensiske astronomen Robert H. McNaught vid Siding Spring-observatoriet.
Den tillhör asteroidgruppen Eos.